# Boquillas (Texas)

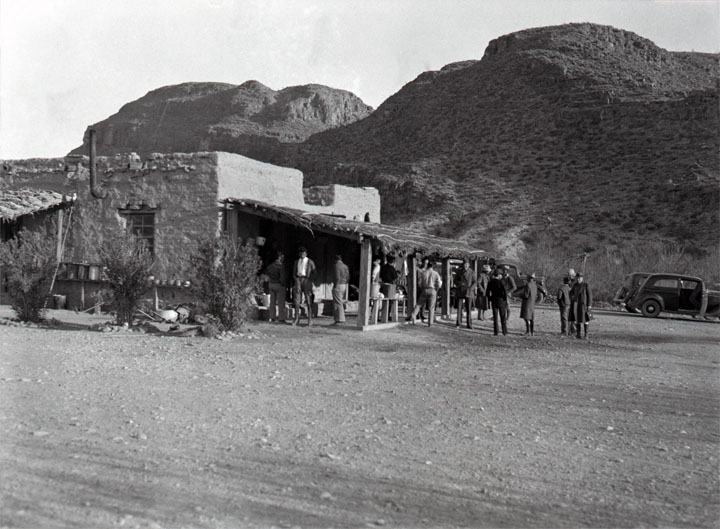
Boquillas

Boquillas es una localidad del estado de Texas, Estados Unidos de América, localizada en el Condado de Brewster y en la Frontera entre Estados Unidos y México en la rivera del Río Bravo, cruzando la frontera se encuentra la población de Boquillas del Carmen, Coahuila, México. Está localizada dentro del Parque nacional Big Bend.